# The Quiet Earth
The Quiet Earth (Pământul Tăcut) se poate referi la:
- un roman științifico-fantastic de Craig Harrison din 1981
- un scenariu de film scris de Craig Harrison și bazat pe cartea lui cu același nume
- un film din 1985 regizat de Geoff Murphy pe baza scenariului lui Craig Harrison (scenariul filmului a fost adaptat de Bill Baer, Bruno Lawrence, Sam Pillsbury)

## Filmul

### Personaje
- Bruno Lawrence este Zac Hobson, un om de știință
- Alison Routledge este Joanne
- Pete Smith este Api

### Povestea
Scenariul reprezintă o temă clasică originală a ultimului om de pe planeta Pământ. The Quiet Earth dezvăluie povestea lui Zac Hobson (Bruno Lawrence), un om de știință. El se trezește pe 5 iulie, la ora 6:12 AM și descoperă că a rămas singur în lume datorită unui proiect științific nereușit. Soarele este întunecat și o lumină roșie îl înconjoară. Zac oscilează între disperare și euforie din cauza singurătății sale. După un timp, Zac se întâlnește cu Joanne (Alison Routledge), o altă supraviețuitoare, și astfel începe o relație amoroasa întreruptă de apariția unui alt supraviețuitor, agresivul Api (Pete Smith), un Māori.

### Producția
Filmările au fost realizate în Noua Zeelandă în 1985.